# Марков, Олег Александрович (государственный деятель)
Олег Александрович Марков (30 декабря 1953, Южно-Сахалинск) — российский государственный деятель, бывший помощник президента Российской Федерации, бывший руководитель Федеральной службы по финансовому мониторингу (Росфинмониторинг).

## Биография
Окончил юридический факультет ЛГУ им. Жданова.
Работал в органах исполнительной власти районного и городского советов народных депутатов в Ленинграде.
Работал в районных и городских органах исполнительной власти Ленинграда.
C 1991 года работал заместителем председателя Комитета по внешним связям (КВС) мэрии Санкт-Петербурга. Позже работал заместителем председателя Комитета мэрии Санкт-Петербурга по внешним связям.
После того, как в 1996 году губернатором Санкт-Петербурга стал Владимир Яковлев, Марков сохранил свою должность, став заместителем нового руководителя КВС Геннадия Ткачёва.
Впоследствии занимает пост начальника отдела Северо-Западного управления Государственного таможенного комитета России.
С апреля 2004 по март 2007 год — первый заместитель Руководителя протокола Президента Российской Федерации.
По данным ряда СМИ, в январе 2005 года Маркову был присвоен чин действительного государственного советника Российской Федерации первого класса.
С марта 2007 года — заместитель руководителя Федеральной службы по финансовому мониторингу (Росфинмониторинг).
25 сентября 2007 года после назначения Виктора Зубкова премьер-министром возглавил Росфинмониторинг.
C 16 мая 2008 года — помощник Президента РФ.
В сентябре 2008 года Медведев назначил Маркова председателем межведомственной комиссии по вопросам предоставления правительственной и специальной связи.
23 мая 2012 года освобожден от должности помощника Президента РФ.
20 июня 2012 года депутаты Законодательного Собрания Санкт-Петербурга, по представлению Губернатора Санкт-Петербурга Георгия Сергеевича Полтавченко, наделили Олега Маркова полномочиями вице-губернатора Санкт-Петербурга. На посту вице-губернатора отвечает за решение вопросов внешних связей Санкт-Петербурга, записи актов гражданского состояния, архивного дела, транспорта, туризма, гостиничной инфраструктуры, надзора за техническим состоянием самоходных машин и других видов техники.

## Собственность и доходы
Согласно официальным данным, доход Маркова за 2011 год составил 45,53 млн рублей. Ему принадлежат 3 земельных участка общей площадью 55 соток, 2 жилых дома, 3 мотолодки, два легковых автомобиля и автофургон.

## Награды
- Орден Александра Невского (10 сентября 2018 года) — за достигнутые трудовые успехи, активную общественную деятельность и многолетнюю добросовестную работу[3]
- Орден Почёта (28 февраля 2007 года) — за большой вклад в обеспечение деятельности Президента Российской Федерации и многолетнюю добросовестную работу[4]
- Орден Дружбы (23 июня 2014 года) — за достигнутые трудовые успехи, значительный вклад в социально-экономическое развитие Российской Федерации, реализацию внешнеполитического курса Российской Федерации, заслуги в гуманитарной сфере, укреплении законности, защите прав и интересов граждан, многолетнюю добросовестную работу и активную законотворческую деятельность[5]
- Медаль ордена «За заслуги перед Отечеством» I степени (22 ноября 2003 года) — за активную работу по подготовке и проведению международных встреч по случаю 300-летия Санкт-Петербурга[6]
- Благодарность Президента Российской Федерации (28 декабря 2013 года) — за достигнутые трудовые успехи, активную общественную деятельность и многолетнюю добросовестную работу[7]
- Орден преподобного Сергия Радонежского III степени